# Liste von Synagogen in Bosnien und Herzegowina
Die Liste von Synagogen in Bosnien und Herzegowina enthält ehemalige und bestehende Synagogen im heutigen Bosnien und Herzegowina. Bei dem Erbauungsjahr ist das Jahr der Fertigstellung angegeben.
Bei dem Erbauungsjahr ist das Jahr der Fertigstellung angegeben; bei den kursiv dargestellten Jahreszahlen handelt es sich um ungefähre Werte.
Navigation: B S T V
| Stadt      | Name             | Zuordnung     | Erbaut       | Zerstört     | Bemerkung                                                                                        | Bild |
| ---------- | ---------------- | ------------- | ------------ | ------------ | ------------------------------------------------------------------------------------------------ | ---- |
| Banja Luka | Synagoge         | aschkenasisch | 1884         | 1940er Jahre | im Zweiten Weltkrieg Sammelstelle/Konzentrationslager                                            |      |
| Bijeljina  | Synagoge         | sephardisch   | 1895         | 1940er Jahre | im Zweiten Weltkrieg erst Stall, dann ausgebrannt – abgerissen                                   |      |
| Sarajevo   | Alte Synagoge    | sephardisch   | 1581         | nein         | heute Jüdisches Museum mit religiöser Nutzung zu Rosch ha-Schana                                 |      |
| Sarajevo   | Neue Synagoge    | sephardisch   | 1870er Jahre | nein         | Galerie                                                                                          |      |
| Sarajevo   | Bjelave-Synagoge | sephardisch   | 1901         | nein         | profaniert, Museum angedacht                                                                     |      |
| Sarajevo   | Synagoge         | aschkenasisch | 1902         | nein         | wird heute auch von den sephardischen Juden Sarajevos genutzt                                    |      |
| Travnik    | Synagoge         | sephardisch   | 1769         | 2008         | im Zweiten Weltkrieg Feuer gelegt, danach verkauft und Metallwerkstatt – mittlerweile abgerissen |      |
| Višegrad   | Synagoge         | sephardisch   | 1905         | nein         | im Zweiten Weltkrieg als Stall genutzt, danach zum Feuerwehrhaus umgebaut                        |      |